# Телевізійна мережа
Телевізійна мережа або телерадіомовлення — це телекомунікаційна мережа для розповсюдження телевізійних програм, коли центральний вузол мережі розповсюджує телевізійний сигнал для великої кількості телевізійних станцій. До середини 1980-х років у більшості країн світу на телебаченні програмування етеру здійснювала невелика кількість мереж прямих трансляцій. Багато ранніх телевізійних мереж (таких як BBC, NBC або CBC) еволюціонували з попередніх радіомереж.

## Загальний опис
У країнах, де більшість мереж транслюють однаковий контент централізованого характеру для всіх своїх станцій і, таким чином, більшість індивідуальних телевізійних передавачів функціонують лише як великі «станції-ретранслятори», терміни "телевізійна мережа ", « телевізійний канал „(числовий ідентифікатор або радіочастота) та“ телевізійна станція» стали взаємозамінними у повсякденній мові, хоча фахівці в сфері телебачення, розділяють ці терміни. Усередині галузі іноді створюється розподіл між групами мереж на основі того, чи відбувається їхнє програмування одночасно з центральної точки, ти наявності у центру керування мережею технічної та адміністративної можливості взяти на себе програмування місцевих станцій в режимі реального часу, коли вона вважає це за необхідне, найпоширеніший прикладом чого є включення спеціальних репортажів під час інших трансляцій.
Зокрема, в Північній Америці існує багато телевізійних мереж, доступних через кабельне та супутникове телебачення, які позначаються як «канали», оскільки вони дещо відрізняються від традиційних мереж у тому сенсі, який визначено вище, — вони не мають філій або компонентних станцій, а замість цього розповсюджуються через кабельних або супутникових провайдерів. Такі мережі зазвичай називають спеціалізований канал в Канаді або кабельна мережа в США.
Мережа може як виробляти, так і не виробляти власний контент. В останньому випадку, продюсерські компанії (наприклад, Warner Bros. Television, Sony Pictures Television, тощо) можуть надавати свою продукцію для розповсюдження мережею і загальноприйнято, коли продюсерська фірма може транслювати свої програми в кількох конкуруючих мережах. Телевізійні мережі також можуть імпортувати телевізійні програми з інших країн або використовувати архівні програми.
Деякі станції мають можливість переривати трансляції місцевою вставкою телевізійної реклами, ідентифікатору станції або оповіщень про надзвичайні ситуації. Інші повністю відокремлюються від мережі для періодичної трансляції передач, які відрізняються від тих, що транслюється центральною мережею, цей метод відомий під назвою регіональна варіація. Комерційні телевізійні станції також можуть бути пов'язані з некомерційними освітніми агенціями мовлення. Важливо також зазначити, що деякі країни запустили національні телевізійні мережі, щоби окремі телевізійні станції могли виступати ретрансляторами загальнодержавних телевізійних програм.
Що стосується окремих станцій, сучасні центри керування мережею зазвичай використовують автоматизацію мовлення для вирішення більшості завдань. Ці системи використовуються не лише для програмування етеру та відтворення програм з відеосерверів, але використовують точний атомний час із системи глобального позиціонування або інших джерел для синхронізації між передавачами та приймачами сигналу, щоб трансляція видавалася безперервною для глядачів.